# Peaches (잭 블랙 노래)
"Peaches"는 미국의 음악가 및 배우 잭 블랙이 부른 노래이자 닌텐도와 일루미네이션의 공동제작 영화 《슈퍼 마리오 브라더스 (2023)》의 수록곡이다. 영화 내에서 잭 블랙이 연기한 쿠파가 불렀다. 2023년 4월 7일에 싱글 음반으로 발매됐다.

## 배경
해당 곡은 2023년 영화 《슈퍼 마리오 브라더스》에서 잭 블랙 역 쿠파가 피치 공주에 대한 사랑을 노래하는 피아노 발라드이다.
본래 영화 구상 초기단계에서 쿠파가 노래하는 음악은 존재하지 않았다. 영화의 공동감독 애런 호바스가 한 〈게임스팟〉과의 인터뷰에 따르면 터네이셔스 D와 유사한 헤비 메탈을 쿠파의 배경음악으로 계획했다고 한다. 쿠파가 "피치공주를 사랑해"라고 말하는 대사가 너무 단순하다고 느껴지자 호바스가 발라드로 사랑을 표현하는 장면을 넣기로 결정했다. 원 데모곡은 에릭 오스몬드가 녹음했으나 이틀 뒤에 블랙이 그의 피아니스트를 불러서 최종판 음악을 완성했다.